# Formulas Fatal to the Flesh
Formulas Fatal to the Flesh è il quinto album del gruppo death metal statunitense Morbid Angel, pubblicato il 24 febbraio 1998.
Questo è il primo album con il cantante e bassista Steve Tucker dopo l'abbandono di David Vincent.
È considerato da molti fans il miglior disco con Steve Tucker alla voce, nonché uno dei migliori dischi della band.
Di impronta decisamente più brutale rispetto al predecessore Domination, si distingue per la ferocia di brani come Covenant of Death, Bil Ur-Sag e Chambers of Dis.

## Tracce
Tutte le canzoni sono scritte da Trey Azagthoth ad eccezione di Ascent Through the Spheres e Hymnos Rituales de Guerra, scritte da Pete Sandoval.
1. Heaving Earth – 3:54
2. Prayer of Hatred – 4:28
3. Bil Ur-Sag – 2:30
4. Nothing is Not – 4:44
5. Chambers of Dis – 3:30
6. Disturbance in the Great Slumber – 2:32
7. Umulamahri – 4:34
8. Hellspawn: The Rebirth – 2:43
9. Covenant of Death – 6:08
10. Hymn to a Gas Giant – 1:04
11. Invocation of the Continual One – 9:47
12. Ascent Through the Spheres – 2:02
13. Hymnos Rituales de Guerra – 2:43
14. Trooper – 0:55

## Formazione
- Steve Tucker - basso e voce
- Trey Azagthoth - chitarra, tastiera e voce
- Pete Sandoval - batteria